# Carolina Álvarez Prado
Carolina Álvarez Prado (Tilcara, provincia de Jujuy, 26 de noviembre de 1902-Ibídem, 31 de diciembre de 1986) fue una artista plástica argentina. Fue hija del coronel Manuel Álvarez Prado, conocido como héroe gaucho de la Quebrada de Humahuaca en la lucha por la Independencia argentina.
Vivió en la casa que perteneció a su familia desde la época colonial, en la que actualmente funciona el Museo Soto Avendaño, situada en la Calle Belgrano, frente a la plaza central de Tilcara. Egresó de la Academia Nacional de Bellas Artes como profesora de Dibujo, continuó sus estudios. En 1932 regresó a Jujuy con el título de profesora superior de escultura y pintura. 
Sus innumerables trabajos figuran en museos, reparticiones oficiales y colecciones privadas. Intervino en numerosos Salones Nacionales y Provinciales de Buenos Aires, Córdoba, Tucumán, Salta y Jujuy,  obteniendo numerosas distinciones y primeros premios. Entre sus obras, los óleos pintados a espátula son notables por su belleza y su técnica. Falleció en su ciudad natal, el 31 de diciembre de 1986.
- Datos: Q5753293